# Sueli Pereira dos Santos
Sueli Pereira dos Santos (Cascavel, 8 de janeiro de 1965) é uma ex-atleta brasileira de lançamento de dardo.

## Carreira
Antes dos Jogos Pan-Americanos de 1995, foi  punida pela IAAF a 4 anos de suspensão por uso da substância proibida metenolona. Participou dos Olimpíada de Sydney 2000. Foi capa da edição de julho de 1988 da revista masculina Playboy. Ainda é a recordista brasileira da modalidade com 61,98 metros obtida em Bogotá em 6 de maio de 2000.